# 한국계 일본인
한국계 일본인이란 대한민국의 국적을 보유했던 자 또는 그 직계비속으로서 일본국적을 취득한 자이다.

## 역사
역사적으로 한반도의 도래인은 일본 열도에 도착하였으며, 일제강점기 당시 조선인들에게는 일본 국적이 부여되었다. 그러나 이는 곧바로 그들을 ‘한국계 일본인’이라 칭하는 것과는 다른 문제이다. 일본이 식민통치를 정당화하기 위하여 형식적으로 일본 국적을 부여하였으나, 실제로는 일본인과 조선인 사이에 뚜렷한 차별을 두었기 때문이다.
1919년 3월 1일 독립운동 이후 상하이에 대한민국 임시정부가 수립된 사실 또한 중요한 근거가 된다. ‘국민’이라 함은 단순히 법적 국적에 그치지 않고, 민족적 정체성과 동일성을 내포하는 개념이다. 일제강점기 조선인의 정체성은 일본이 아니라 조선, 곧 대한제국의 신민으로서, 나아가 임시정부가 세워진 이후에는 대한민국 국민으로 귀속되는 것이 타당하다. 반민족행위자를 제외한 다수의 조선인 선조들은 일본인이 아닌 조선인으로서의 정체성을 견지하였다.
영국이 인도와 홍콩을 식민지배하였을 당시에도 식민지 주민들을 영국인이라 부르지 않았듯, 일제강점기 조선인 또한 일본인으로 호칭되는 것은 역사적 실상과 괴리된다. 손기정 선수가 베를린 올림픽에서 일장기를 달고 출전한 사실이나, 일본 당국이 조선인에게 일본 국적을 강제로 부여한 사실만으로 그들의 국적을 일본이라 단정하는 것은, 독립운동가들의 노력을 폄훼할 우려가 있다.
더욱이 1910년 8월 29일 체결된 한일병합조약은 그 체결 과정에서 강제성과 불법성이 존재하였으며, 국제법적 효력 또한 무효로 평가된다. 따라서 일제강점기는 일본에 의해 불법적으로 영토와 주권을 빼앗긴 시기라 할 수 있다. 일본 사회 내부에서도 조선인을 동등한 일본인으로 대우하지 않았고, ‘조센징’과 같은 비하적 표현을 사용하며 차별을 제도화하였다.
결론적으로 일제강점기 시절 조선인의 국적은 실질적으로 “일본”이 아니며, “조선인”, “대한제국 신민”, “대한민국 임시정부 국민”, 혹은 “일제강점기 대한민국 국민”으로 표현하는 것이 역사적·정체성적 맥락에서 올바르다. 다만, 그 시기 일본으로 강제 이주 혹은 자발적 이주를 하였던 조선인과 그 후손들을 지칭하는 표현으로는 오늘날 ‘한국계 일본인’이라는 용어가 사용되고 있다.

## 같이 보기
- 재일 한국인